# Maximilian Dietz
Maximilian Solomon Dietz (New York, 9 febbraio 2002) è un calciatore statunitense, difensore del Greuther Fürth.

## Carriera

### Club
Nato a New York, Dietz, si è trasferito in giovane età in Germania dove ha giocato nelle giovanili di Eintracht Francoforte, FSV Francoforte e Friburgo. Nel 2021 ha giocato due incontri con la squadra riserve del club bianconero in 3. Liga.
Nel 2022 è stato acquistato dal Greuther Fürth, che lo ha inizialmente assegnato alla seconda squadra. Ha debuttato nella prima il 18 marzo 2023 nell'incontro di 2. Bundesliga vinto 3-0 contro il Magdeburgo.

### Nazionale
Ha giocato nella nazionale statunitense Under-23.
Nel 2024 è stato convocato dalla nazionale olimpica statunitense per partecipare ai Giochi della XXXIII Olimpiade.

## Statistiche

### Presenze e reti nei club
Statistiche aggiornate al 24 luglio 2024.
| Stagione        | Squadra           | Campionato      | Campionato | Campionato | Coppe nazionali | Coppe nazionali | Coppe nazionali | Coppe continentali | Coppe continentali | Coppe continentali | Altre coppe | Altre coppe | Altre coppe | Totale | Totale | Totale |
| Stagione        | Squadra           | Comp            | Pres       | Reti       | Comp            | Pres            | Reti            | Comp               | Pres               | Reti               | Comp        | Pres        | Reti        | Pres   | Reti   |        |
| --------------- | ----------------- | --------------- | ---------- | ---------- | --------------- | --------------- | --------------- | ------------------ | ------------------ | ------------------ | ----------- | ----------- | ----------- | ------ | ------ | ------ |
| 2021-2022       | Friburgo II       | 3L              | 2          | 0          |                 | -               | -               |                    | -                  | -                  |             | -           | -           | 2      | 0      |        |
| 2022-2023       | Greuther Fürth II | RL              | 25         | 0          |                 | -               | -               |                    | -                  | -                  |             | -           | -           | 25     | 0      |        |
| 2022-2023       | Greuther Fürth    | 2L              | 4          | 0          | CG              | 0               | 0               |                    | -                  | -                  |             | -           | -           | 4      | 0      |        |
| 2023-2024       | Greuther Fürth    | 2L              | 30         | 0          | CG              | 2               | 0               |                    | -                  | -                  |             | -           | -           | 32     | 0      |        |
| Totale carriera | Totale carriera   | Totale carriera | 61         | 0          |                 | 2               | 0               |                    | -                  | -                  |             | -           | -           | 63     | 0      |        |